# Britta Vattes
Britta Vattes-Koehne, geborene Britta Vattes, ist eine ehemalige deutsche Handballspielerin.

## Werdegang
Vattes wurde 1984 als Deutschlands Handballerin des Jahres ausgezeichnet. Sie spielte auf Vereinsebene für den SV Werder Bremen und Bayer 04 Leverkusen, gewann mehrmals die deutsche Meisterschaft und war Spielführerin der Rheinländerinnen. Sie stand mit Leverkusen im Halbfinale des Europapokals der Landesmeister 1983, unterlag dort jedoch Spartak Kiew. In der Saison 1983/84 zog sie mit Bayer in dem Wettbewerb in die Endspiele ein, hier musste man sich RK Radnički Belgrad geschlagen geben. Im Jahr 1990 stand sie nochmals für den TuS Walle Bremen auf dem Parkett.
Mit der Auswahl des Deutschen Handballbundes (DHB) nahm sie an der Weltmeisterschaft 1978 teil. Sie bestritt 123 Länderspiele für den DHB.

## Veröffentlichungen
- Britta Vattes-Koehne: Schluss mit der Angst der Frauen vor Muskelpaketen, in Handballtraining, Ausgabe 10/1988, Seiten 18–22[8]